# Semiothisa cellulata
Semiothisa cellulata är en fjärilsart som beskrevs av Herrich-Schäffer 1890. Semiothisa cellulata ingår i släktet Semiothisa och familjen mätare. Inga underarter finns listade i Catalogue of Life.